# Gradówek
Gradówek (Duits: Cunzendorf) is een plaats in het Poolse district  Lwówecki, woiwodschap Neder-Silezië. De plaats maakt deel uit van de gemeente Lwówek Śląski en telt 220 inwoners.